# 新温泉町立夢が丘中学校
新温泉町立夢が丘中学校（しんおんせんちょうりつ ゆめがおか ちゅうがっこう）は、兵庫県美方郡新温泉町細田にある公立中学校。

## 沿革
- 2005年 (平成17年)

4月1日 温泉・照来・八田の3中学校が統合して、温泉町立夢が丘中学校が設立
10月1日 温泉町が合併により新温泉町になったことに伴い新温泉町立に改称
- 2013年 (平成25年)7月12日 ニュージーランド マウント・ハット・カレッジとの姉妹校締結調印式

## 部活動
- 野球部
- ソフトボール部
- 男子バレーボール部
- 男子ソフトテニス部
- 女子卓球部
- 吹奏楽部

## 通学区域
以下の2小学校区。旧温泉町地区全域。
- 新温泉町立温泉小学校
- 新温泉町立照来小学校

## 周辺
- 三成山
- 大空山
- 国道9号
- 新温泉町立温泉小学校
- 新温泉町役場 町民センター温泉総合支所

## 通学区域が隣接している学校
- 新温泉町立浜坂中学校
- 香美町立村岡中学校
- 香美町立小代中学校

以下は鳥取県。
- 若桜町立若桜学園
- 鳥取市立国府中学校
- 岩美町立岩美中学校